# Маргарета фон Ербах (1507 – 1574)
Маргарета фон Ербах (на немски: Margareta von Erbach; * 27 октомври 1507; † 8 август 1574) е графиня от Ербах и чрез женитба графиня на Ринек.

## Биография
Тя е дъщеря на граф Еберхард XI фон Ербах (1475 – 1539) и съпругата му графиня Мария фон Вертхайм (1485 – 1536), дъщеря на граф Михаел II фон Вертхайм († 1531) и графиня Барбара фон Еберщайн († 1529).
Маргарета фон Ербах се омъжва на 18 август 1522 г. за граф Филип III фон Ринек (* 14 юни 1504; † 3 септември 1559), син на граф Райнхард фон Ринек (1463 – 1518) и графиня Агнес фон Глайхен-Тона († сл. 20 януари 1554). Бракът е бездетен.